# 薛敷政
薛敷政（1552年—1628年），字以心，號純臺，直隶常州府武进县（今属江苏常州市）人。明朝政治人物。

## 生平
萬曆二十五年丁酉科應天府乡试第三十名举人，三十五年（1607年）丁未科进士。授江西永新县知县，考選山東道监察御史、巡按四川。天启二年官至太仆寺少卿。

## 交游
缪昌期《毘陵舟次晤别薛纯台仆少》：兰芳挺乔秀，虬姿媚高岑。自非风霰集，谁思俦侣寻。彼美河东子，黯约抱孤襟，一乘骢马出，蜀道行骎骎。妖氛起邛僰，玉垒生重阴。誓衆坚城守，发号执田禽。功成赏更薄，去住盻园林。乃知补浴手，智勇惟深沉。我行届岁尽，雨雪正狂侵。忧时三叹息，河汉渺知音。愿将磊砢骨，持以劝朝簪。

## 家族
曾祖薛卿，封南京吏部主事。祖父薛應旂，浙江副使，贈中憲大夫按察司副使。父薛近鲁，歲贡生。母刘氏。永感下。弟薛敷教（學正）、敷敬（监生）、達生、遵生、敷華、衛生、全生、敷芬。